# 異人館通りの聖夜
『異人館通りの聖夜-1995年のクリスマスツリー-』（いじんかんどおりのクリスマスイブ 1995ねんのクリスマスツリー）は、MBS製作で1995年10月6日 - 12月22日に放送された、大江千里主演の関西ローカルのテレビドラマ。全12回。
「エリアコードドラマ06」シリーズの第3弾（「06」とは大阪の市外局番のこと）。放送時間は金曜深夜24時20分-24時50分（ただし、第1回はTBS『筑紫哲也ニュース23』の延長があったため、10分遅れのスタートとなった）。1995年1月17日午前5時46分52秒に発生した阪神・淡路大震災で被災した神戸の復興に大奮闘する兄妹の表情をラブストーリー付で描く。

## ストーリー
1995年、神戸。異人館通りで圭太（大江）と瑞希（大路恵美）兄妹は平凡な日々をおくる。その後占い師蘭月（片岡鶴太郎）は瑞希に対して「恋が芽生える」と予言した。その後、瑞希は俊也（豊原功輔）と誠作（石田靖）の二人の若者と出会うが、瑞希は俊也に一目ぼれする。1月17日、デートの約束を果たすが、午前5時46分に大地震が発生し、二人は離ればなれになってしまう。

## エピソード
- 全編神戸でのオールロケーションである。また、吉本興業、アンティノスレコードも製作に携わっている。主演の大江（大阪・藤井寺市出身）、共演の大路（兵庫・加古川市出身）、石田（兵庫・伊丹市出身）、ラサール石井（大阪市住吉区出身）らの関西弁での演技はもとより、関西出身ではない鶴太郎（東京出身）も見事な関西弁を披露している。また、劇中に大江の曲「Bedtime Stories」が流れた。なお、企画者の一人である舟橋雅人は大江の初代マネージャーでもあった。製作にあたって、MBS側は慎重な姿勢だったが、神戸市のバックアップもあって実現に至った。「神戸MOSAIC」、「グリーンスタジアム神戸」（現・ほっともっとフィールド神戸）「うろこの館」、「地下鉄西神中央駅」などでロケを敢行した。撮影終了後、ドラマで使用したクリスマスツリーを神戸市に寄付した。打ち上げでは大江が「Bedtime Stories」のピアノ弾き語りを共演者、スタッフの前で披露した。なお、第4回のエンディングではロケーションシーンが紹介され、神戸市民の見守る中での撮影だった。第5回のエンディングではNGシーンが紹介され、石田がNGを出すと、大江は「言わんといて!!」と関西弁でツッコミを入れていた。
- このドラマの共演で大江と石田は意気投合する。実際、大江が石田出演のバラエティーにも観客として来たことがあった（カンテレ『名探偵・山田花子』。TBS『はなまるマーケット』の「はなまるカフェ」のコーナーで大江が語った）。
- 1995年10月6日の毎日新聞大阪版のテレビ欄に広告が掲載された。「復興する神戸を舞台に描く、兄妹の頑張りと恋の行方…」のキャッチコピーと共に、うろこの館をバックにした大江と大路の写真で構成されていた。

## キャスト
- 長浜圭太：大江千里
- 長浜瑞希：大路恵美
- 岸谷誠作：石田靖
- 喜美子：牧野エミ
- 涼子：重元直美（当時・大阪パフォーマンスドール）[1]
- 占い師 蘭月：片岡鶴太郎（友情出演）
- 英里子：鷲尾いさ子（友情出演）
- マリ：中瀬多恵（オーディショングランプリ）
- 西村謙蔵：佐川満男
- 湊川大助：ラサール石井
- 辛島俊也：豊原功補

## スタッフ
- 脚本：笠井健夫
- 演出：永峰明、芝野昌之、登坂琢磨
- 音楽：羽毛田丈史
- オープニングテーマ
  - 「夜の帰り道」Coney Island Jellyfish
- エンディングテーマ
  - 「LESS THAN ZERO」THE MODS
- プロデューサー：芝野昌之、北原崇（吉本興業）、金子木の実
- 企画：笠井一二、舟橋雅人（Antinos Records Inc.）
- 製作著作：MBS、Antinos Records Inc.